# Illinoia azaleae
Illinoia azaleae är en insektsart som först beskrevs av Mason, P.W. 1925.  Illinoia azaleae ingår i släktet Illinoia och familjen långrörsbladlöss. Arten är reproducerande i Sverige.

## Underarter
Arten delas in i följande underarter:
- I. a. rhododendronia
- I. a. azaleae
- I. a. kalmiaflora